# Europacup II hockey vrouwen 2005
De 15de editie van de Europacup II voor vrouwen werd gehouden van 25 maart tot en met 28 maart 2005 in Keulen. Er deden acht teams mee, verdeeld over twee poules. Amsterdam H&BC won deze editie van de Europacup II.

## Poule-indeling

### Poule A
- Amsterdam H&BC
- Stadion Rot-Weiss Köln
- CPCS Moscow Prada
- Cambrai HC

### Poule B
- Chelmsford HC
- Glasgow Western
- Dinamo Sumchanka
- La Gantoise HC

## Poulewedstrijden

### Vrijdag 25 maart 2005
- 10.00 B Chelmsford - La Gantoise (3-0) 5-1
- 12.00 B Glasgow W - Dinamo S (2-1) 4-2
- 14.00 A KHTC Rot-weiss - CPCS Moscow (5-0) 9-0
- 16.00 A Amsterdam - Cambrai HC (7-1) 15-1

### Zaterdag 26 maart 2005
- 10.00 B Chelmsford - Dinamo S (5-0) 6-0
- 12.00 B Glasgow W - La Gantoise (2-1) 3-1
- 14.00 A KHTC Rot-weiss - Cambrai HC (5-0) 8-0
- 16.00 A Amsterdam - CPCS Moscow (5-0) 8-0

### Zondag 27 maart 2005
- 10.00 B Dinamo S - La Gantoise (1-1) 1-2
- 12.00 B Chelmsford - Glasgow W (0-0) 0-0
- 14.00 A CPCS Moscow - Cambrai HC (0-0) 3-1
- 16.00 A Amsterdam - KHTC Rot-weiss (1-0) 1-0

## Uitslag poules

### Uitslag poule A
1. Amsterdam (9)
2. KHTC Rot-weiss (6)
3. CPCS Moskva (3)
4. Cambrai (0)

### Uitslag poule B
1. Chelmsford (7)
2. Glasgow Western (7)
3. La Gantoise (3)
4. Dinamo Sumchanka (0)

## Finales

### Maandag 28 maart 2005
- 09.30 4A - 3B Cambrai - La Gantoise 0-1
- 09.30 3A - 4B CPCS Moskva - Dinamo Sumchanka 1-2
- 12.00 2A - 2B KHTC Rot-weiss - Glasgow Western 3-0
- 14.30 1A - 1B Amsterdam - Chelmsford 2-0

## Einduitslag
1.  Amsterdam H&BC 

2.  Chelmsford HC 

3.  Stadion Rot-Weiss Koln 

4.  Glasgow Western 

5.  La Gantoise 

5.  Dinamo Sumchanka 

7.  CPCS Moskva Pravda 

7.  Cambrai HC 

Mannen:
1990 ·
Terrassa 1991 ·
Vught 1992 ·
Birmingham 1993 ·
Terrassa 1994 ·
Cagliari 1995 ·
Den Haag 1996 ·
Reading 1997 ·
's-Hertogenbosch 1998 ·
Amsterdam 1999 ·
Terrassa 2000 ·
's-Hertogenbosch 2001 ·
Eindhoven 2002 ·
Terrassa 2003 ·
Eindhoven 2004 ·
Lille 2005 ·
Reading 2006 ·
Madrid 2007 

Opgegaan in de Euro Hockey League
Vrouwen:
1991 ·
Vught 1992 ·
Birmingham 1993 ·
Cardiff 1994 ·
Groningen 1995 ·
Rotterdam 1996 ·
Utrecht 1997 ·
Leuven 1998 ·
Terrassa 1999 ·
Keulen 2000 ·
Rome 2001 ·
Ourense 2002 ·
Rotterdam 2003 ·
Laren 2004 ·
Keulen 2005 ·
Edinburgh 2006 ·
Madrid 2007 ·
Parijs 2008 ·
Manchester 2009

Opgegaan in de Europcacup I